# لیو کاترل
لئو کتترل (انگلیسی: Leo Cotterell؛ زادهٔ ۲ سپتامبر ۱۹۷۴) بازیکن فوتبال اهل بریتانیا است.
از باشگاه‌هایی که در آن بازی کرده‌است می‌توان به باشگاه فوتبال ایپسویچ تاون و باشگاه فوتبال ای‌اف‌سی بورنموث اشاره کرد.